# Transcription Activator-like Effector Nuclease

Schema der Verwendung von TALEN

Eine Transcription activator-like effector nuclease (dt. ‚transkriptionsaktivatorartige Effektornuklease‘, TALEN) ist ein künstliches sequenzspezifisches Restriktionsenzym, das auf der Tal-effector-Domäne basiert.
Die Funktionsweise der Domäne wurde 2009 anhand des Effektorproteins AvrBs3 erstmals beschrieben.

## Eigenschaften
Transcription activator-like effector nucleases sind Fusionsproteine aus einer TAL effector-DNA-bindenden Domäne und einer Endonukleasedomäne. Durch die im Zuge eines Proteindesigns eingesetzte DNA-bindende Domäne erfolgt die sequenzspezifische Bindung, durch die Endonuklease ein vergleichsweise wenig sequenzspezifischer Schnitt. TALENs sind neben der CRISPR/Cas-Methode und Zinkfingernukleasen Methoden des Genome Editing.
Die Tal effector-Domäne stammt ursprünglich aus Xanthomonas-Bakterien und besitzt eine konservierte Sequenz von 33 bis 34 Aminosäuren. Die Positionen 12 und 13 sind dagegen variabel (Repeat Variable Diresidue) und sind für die Erkennung von Nukleotiden in DNA verantwortlich. Eine mangelnde Spezifität der Tal effector-Domäne führt zu Doppelstrangbrüchen an anderen DNA-Sequenzen.
Für eine Verwendung in Hefen, pflanzlichen oder tierischen Zellen wird meistens die Endonukleasedomäne von FokI verwendet. Während ursprünglich der Wildtyp von FokI verwendet wurde, sind nachfolgend verschiedene Mutationen zur Verbesserung der Spezifität und Aktivität in FokI eingeführt worden. FokI ist ein dimeres Protein, und die Anzahl an Basenpaaren zwischen der Tal effector-Domäne und den beiden FokI-Untereinheiten wirkt sich auf die Aktivität aus.
Die DNA-Sequenz des entworfenen TALEN-Fusionsproteins wird in ein Plasmid kloniert und anschließend in die Zielzellen transfiziert. Das Gen wird in der Zelle in das Protein übersetzt und durch die enthaltene Signalsequenz in den Zellkern eingeschleust, wo es seine Aktivität entfaltet.

## Medizinische Nutzung
In 2015 wurde eine experimentelle TALEN-basierte Gentherapie dazu genutzt, eine einjährige Patientin von Leukämie zu heilen. Dies war das erste Mal, dass Genome Editing erfolgreich zur Heilung einer akut tödlichen Krankheit eingesetzt wurde.